# La Randonnée de Samba Diouf

La Randonnée de Samba Diouf est un roman colonial de Jérôme et Jean Tharaud, publié en 1922.
Il raconte l'histoire d'un tirailleur sénégalais pendant la Première Guerre mondiale. Bien que les frères Tharaud ne connaissent pas l'Afrique subsaharienne, le roman est écrit grâce à leurs échanges avec André Demaison, spécialiste des langues africaines et interprète chez les tirailleurs sénégalais pendant la guerre. Le roman est jugé réaliste dans sa description des Africains. Le roman raconte aussi bien l'incorporation de force de Samba Diouf que ses désillusions à son retour après la guerre. Bien qu'il rende sympathique et admirable son héros, le roman est cependant influencé par la vision nationaliste et colonialiste des auteurs, qui ne questionnent pas le rapport à l'empire colonial de la France et décrivent une Afrique primitive et divisée par le tribalisme.
Un spectacle adapté du roman est proposé par le conteur Thierno Diallo et la musicienne Lisa Raphael,.